# II División de Ejército (Perú)
La II División de Ejército es una división del Ejército del Perú con sede en el distrito de Rímac, departamento de Lima.

## Historia
La II División de Ejército se creó el 15 de diciembre de 1961 en Lima, con el nombre de 2da Región Militar. Durante varios años compartió su sede con las instalaciones del local del Ministerio de Guerra.
En 1975, lo que empezó como una huelga policial pronto se convirtió en una revuelta en todo Lima, en lo que más tarde se conocería como el Limazo. Después de que miembros de la Guardia Civil se atrincheraran en el cuartel de Radio Patrulla, se ordenó a la II División que los desalojara por la fuerza, lo que se hizo ese mismo día.
En 1987, se instaló en el Fuerte Militar Gral Div Rafael Hoyos Rubio, ubicado en el distrito de Rímac, provincia de Lima. En 2003, fue renombrado a Región Militar del Centro, nombre que tendría hasta 2012.

## Heráldica
Su heráldica se presenta el lema de la División en quechua y un cóndor, además de un escudo de armas incaicas.

## Organización
Las unidades constitutivas de la II División siguen a continuación:
- Compañía Comando N.º 112
- Compañía de Inteligencia N.º 21
- Batallón de Policía Militar N.º 501
- Batallón de Comunicaciones N.º 112
- Batallón de Servicios N.º 112

Reserva Divisional
- Batallones de Infantería de Reserva Nº 204
- Batallones de Infantería de Reserva Nº 205

1.ª Brigada Multipropósito "Mariscal Eloy Gaspar Ureta Montehermoso" (Lima - Lima)
- Compañía de Intervención Rápida para Desastres N.º 1
- Compañía de Intervención Rápida para Desastres N.º 2
- Compañía de Intervención Rápida para Desastres N.º 3
- Compañía de Intervención Rápida para Desastres N.º 4
- Batallón de Sanidad Multipropósito
- Compañía Contra Conflictividad Social
- Equipo de Fumigación y Salud Pública

18.ª Brigada Blindada (Rímac - Lima)
- Compañía Comando N.º 18
- Compañía Comunicaciones N.º 18
- Compañía Policía Militar N.º 18
- Compañía Especial de Comandos N.º 18
- Batallón de Servicios N.º 241
- Batallón de Tanques N.º 232
- Batallón de Infantería Blindada N.º 45
- Batallón de Infantería Blindada N.º 77

1.ª Brigada de Fuerzas Especiales (Chorrillos - Lima)
- Batallón de Comandos N.º 19
- Compañía Comando N.º 61
- Compañía Policía Militar N.º 61
- Compañía Comunicaciones N.º 61
- Compañía Especial Contra Terrorista N.º 61
- Escuadrón de Reconocimiento de Fuerzas Especiales N.º 61
- Batallón de Servicios N.º 61
- Batallón de Fuerzas Especiales N.º 39
- Batallón de Fuerzas Especiales N.º 40
- Batallón de Comandos N.º 61
- Batallón de Comandos N.º 19

3.ª Brigada de Fuerzas Especiales (Tarapoto - San Martín)
- Compañía Comando N.º 300
- Compañía Policía Militar N.º 300
- Compañía Comunicaciones N.º 300
- Compañía Especial de Comandos N.º 115
- Centro de Instrucción Divisionario N.º 5
- Batallón de Servicios N.º 300
- Batallón de Infantería Motorizada N.º 15
- Batallón de Fuerzas Especiales N.º 26
- Batallón de Fuerzas Especiales N.º 201
- Batallón de Fuerzas Especiales N.º 313
- Batallón de Ingeniería de Combate N.º 112

Escolta del Presidente de la República
- Regimiento de Caballería de Guardias Dragones "Mariscal Domingo Nieto" Escolta del Presidente de la República

Legión Peruana de la Guardia (Chorrillos - Lima)
- Batallón de Infantería Motorizada "Legión Peruana de la Guardia" N.º 1
- Regimiento de Caballería Ligera "Glorioso Húsares de Junín" N.º 1 Libertador del Perú
- Batería de Artillería Volante "Legión Peruana de la Guardia" N.° 1

Agrupamiento - Comando de Ingeniería de Apoyo al Desarrollo e Integración Fronteriza (Pucallpa)